# Américo Mendoza Mori
Américo Mendoza Mori (Ica, 18 de abril de 1987) es un literato y docente peruano dedicado a las lenguas andinas, en especial las lenguas quechuas. Actualmente es catedrático de la Universidad de Harvard.

## Biografía
Realizó sus estudios en literatura en la Universidad Nacional Mayor de San Marcos. Luego de esto, obtuvo su Ph.D. en literatura, estudios culturales y lingüística en la Universidad de Miami. Sus investigaciones y actividades de promoción de la cultura andina han tenido cobertura por algunas entidades como Naciones Unidas, The New York Times, National Public Radio, entre otros. Antes se desempeñó como docente y coordinador del programa de enseñanza de lenguas quechuas de la Universidad de Pensilvania. Fue el asesor principal para la incorporación de diálogos en quechua sureño en la película estadounidense Dora y la ciudad perdida de Paramount Pictures (2019).

## Obra
- Mendoza Mori, Américo (2017), Quechua Language programs in the United States: Cultural hubs for Indigenous cultures, Chiricú Journal: Latino Literatures, Arts and Cultures, Vol.2 (Spring 2017).
- Mendoza Mori, Américo; Liendo, Laura (2011), Panel A-L: Reflexiones sobre literatura y discursos de América Latina, Lima, Perú: Red Literaria Peruana.
- Mendoza Mori, Américo (2010), «¿Es el mismo Inca? Figura del Inca en la Nueva Corónica de Guamán Poma de Ayala y Los Comentarios Reales de Garcilaso de la Vega», Actas del Congreso "Las Palabras de Garcilaso", Lima, Perú: Organización de Estados Iberoamericanos - OEI, Academia Peruana de la Lengua.